# T-Centralen

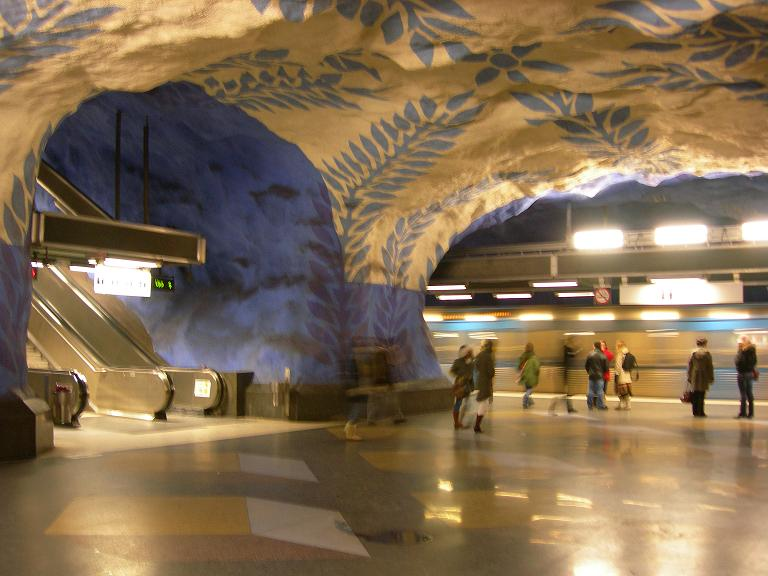
T-Centralen, línea azul.

T-Centralen (La T es la abreviatura de "tunnelbana", "subterráneo" o "metro" en sueco) es la estación principal de la red de Metro de Estocolmo, pues es la única estación conectada a las tres líneas que la conforman. Esto y su localización en pleno centro la convierten en la estación de metro más transitada de Estocolmo. La estación está en el distrito de Norrmalm, entre Sergels Torg y la calle Vasagatan.
A diario una media de 219.000 pasajeros entran o salen de la red de metro a través de T-Centralen. Mediante galerías peatonales subterráneas está conectada a la Estación Central de Estocolmo (acceso a trenes interprovinciales, interregionales y cercanías) y a la terminal de autobuses Cityterminalen, lo cual facilita los viajes combinados de metro y otros medios de transporte.
El nombre de la estación se modificó el 27 de enero de 1958, siendo anteriormente conocida como "Centralen" ("El Centro"). La modificación del nombre se llevó a cabo para evitar que fuera confundida con la estación de trenes a la cual está conectada. De hecho T-Centralen está formada por dos estaciones unidas mediante escaleras mecánicas.

## Estación primitiva: Líneas 17-19 (Línea Verde) y 13-14 (Línea Roja)
Esta estación, localizada a 1,5km de la estación de Slussen, abrió sus puertas el 24 de noviembre de 1957 siendo la trigésimo octava estación de la Red de Metro de Estocolmo. Por esta zona de T-Centralen pasan las líneas 17-19 (línea verde) desde Gamla Stan (ciudad vieja) a Hötorget, las líneas 13 y 14 (línea roja) entre Gamla Stan y Östermalmstorg. La estación se encuentra bajo Klara Kyrka (Iglesia de Klara) y la tienda Åhléns.
La estación tiene dos andenes situados a diferentes niveles. El del nivel superior está a 8,5 metros bajo el suelo, y las líneas que usan este andén son la verde con dirección al norte y la roja con dirección al sur. En el nivel inferior, a 14 metros de profundidad, se encuentra el andén de las líneas verde con dirección al sur y la roja con dirección al norte.

## Ampliación de la Estación: Líneas 10 y 11 (Línea Azul)
La otra parte de T-Centralen está situada a 700 metros de la estación de Kungsträgården, final de la línea azul. Se inauguró el 31 de agosto de 1975, convirtiéndose en la septuagésima novena estación. Las líneas 10 y 11 (que conforman la "línea azul") pasan por esta estación en dirección este hacia Kungsträdgården y oeste hacia Rådhuset. Sobre esta estación se encuentran una tienda de la cadena Åhléns y la oficina principal de correo.
La estación cuenta con un andén, y está a entre 26 y 32 metros de profundidad.
- Datos: Q1063602
- Multimedia: T-Centralen Metro station / Q1063602